# Karauzije
Marko Aurelije Mausej Karauzije bio je rimski car uzurpator u Britaniji i sjevernoj Galiji. Karauzije je bio čovjek skromnog podrijetla iz Galije Belgike. Istakao se ratovima koje je Maksimijan vodio protiv Bagauda u Galiji 286. godine. Zbog toga je imenovan za zapovjednika rimske britanske flote, koja je kontrolirala La Manche sa zadatkom da spriječi Franke i Saksonce da pljačkaju obalu. Međutim, Karauzije je bio optužen za korupciju, pa je Maksimijan naredio da se on pogubi. Kasne 286. ili rane 287. Karauzije je saznao za ovu odluku i da bi spasio glavu, proglasio se za cara Britanije i sjeverne Galije.
Karausiju su prišle tri legije stacionirane u Britaniji, kao i jedna iz sjeverne Galije. Koliko se nepošteno obogatio, govori podatak, Karauzije je jednostavno mogao kupiti lojalnost ovih jedinica. Izgleda da je Karauzije iskoristio nezadovoljstvo Britanaca rimskom upravom. Kovao je novac s legendama Restitutor Britanniae i Genius Britanniae, što govori o njegovoj namjeri da iskoristi svoju popularnost u tom djelu svijeta, kao i da se predstavi kao "nacionalni vladar".
Maksimijan nije mogao da odgovori na ovaj izazov, jer je ratovao na Rajni. Ipak u jesen 288.a godine, počeo je da okuplja trupe radi vojnog pohoda protiv Karauzija. Kada je pohod počeo 289. nije donio rezultata, vjerojatno zbog oluje koja ga je pogodila. Usljedilo je nesigurno primirje sve do 293. godine.
Te godine je Konstancije Klor uspostavio vlast u sjevernoj Galiji, uključujući neka utvrđenja koja su bila neobična važna za Karauzija. Konstancije je uspostavio savez s nekim galskim plemenima te porazio je Franke na Rajni uz možebitnu pomoć od Karauzija. U međuvremenu ne zna se što se dogodilo, no Karauzije je pogubljen u Yorku.